# MUGEN (サニーデイ・サービスのアルバム)
『MUGEN』（ムゲン）は、1999年10月20日に発売されたサニーデイ・サービス通算6作目のスタジオ・アルバム。

## 解説
全16曲、計82分という、混沌を未整理のまま作品化したような前作『24時』から一転、端正な作品が整然と収められたアルバムとなった。曽我部恵一は後年、このアルバムについて「『24時』の反動もあって、まともなアルバムを作っておこうとしたのが『MUGEN』。ポップ・アルバムの大名盤を作ろうっていう意識はあったとは思うんだけど、俺の中ではちょっと落ちるかな」「でも、やっぱり『東京』が持ってる何かはちょっとないかな。…まぁでもがんばってるかな。評価はできる。そんな中で<スロウライダー>ができたのは良かったよね。これは『東京』の頃には作れなかった曲だから。それが入ってるのはすごくいいと思うけどね。<江ノ島>とか<サイン・オン>とかもいいし。最大限のことはやってるよね」「<夢見るようなくちびるに>には、“なんとかバンドを存続させよう”とか、“サニーデイ像をまとめよう”っていう意識があったのかなって思う」と振り返っている。
『24時』を経て、今作が原点回帰という捉えられ方をされることが多かったことについては「そうですけど、この頃はけっこうしんどかったな。バンドという形をキープせざるを得ない状況の中で、実は自分が向いてる方向が違うわけですよ。楽しくレコーディングしてたし遊んでたんだけど、思いっきりって感じじゃないですね。実際3人のコミュニケーションも減ってきたし」「『MUGEN』は僕らに期待されているようなちょっとサイケデリックでフォーキーな、蒼くて文学的な感じのポップス。この頃は僕がやりたいことがすごく増えてて、それをバンドの中でどういう風に消化しようっていうのを、すごく悩んでましたね。自分の理想のバンド像っていうのがいくつかあって、それはメンバー・チェンジをしないとか、完全な打ち込みはしないっていうような枠組みがいくつかあって、その中で作るのが難しかったですね。このアルバムでは日本的なアンビエントというか、シンセのシークエンスの上に金魚売りの風景音みたいなのが通り過ぎていくような長いタイトル曲も作ったんだけど、それは入らなかったから、相当迷っていた」と、曽我部自身のイメージする音楽がバンドの中で消化し切れない状況が増してきたという。
レコーディングについては「凄いしんどかったけどね、ほんっとに。スタッフとかも凄い引き気味で。スケジュールも最初は2か月くらいスタジオを取ってたんだけどね、延び延びで、終わったと思ったらまた一からもう一回とかさ。メンバーとか完全に引いてんの。もう俺“あ、引いてんな”って途中でわかってて。“みんな人間じゃないんだから”みたいな感じで扱っちゃってたし。で、自分も奴隷みたいなさ、そういう感じで作ってたから結構キツかった。でもそういう風にしないと出来ないと思ってたしね。まぁ“家に帰って2時間寝てまた来い!”とか言ってんのが完全に非人道的な感じだなっていうのは途中からわかってたけどね。もうやり方が無茶苦茶だもん。明け方ぐらいにパーカッションの人とか外部のミュージシャンを突然呼んだり」「2日目ぐらいに“できなかったら他の人が叩くこともあるだろうし、そんなの全然関係ないから”って丸山（晴茂）君とかに言った。でも結局、丸山君が全部叩いてさ。1曲2人で叩いてるやつもあるけど、だから頑張ったよね」「だからみんなこんだけの事やったんだけど、非人道的だからさ、達成感っていうか、充実感は誰もないの。結構ギクシャクしちゃって。やっぱそこに喜びがないって感じ。でも“喜びなんてそこに求めなくていいんだ”と思って。情の部分がないんだもん。“丸山君っぽいからOK”とか“歌はハズれてるけど、曽我部っぽいし味あるからOK”とかそういうのが全然ない。で、俺も“じゃあ完成形がお前の頭の中で見えてんのか?”って言われたら見えてない。最悪な泥沼」だったという。
コンセプトについては「コンセプトはあまりないですね。だからジャンルとかもなくて、年代もわからない不明なアルバムにしたかったんですよね」という。アルバム・タイトルも「それも今の言葉なのか、過去なのか未来なのかわからないのかもしれないですね。どこにも収まらないという」「まあノン・ジャンルではないんですけどね。ミクスチャーでもないっていう、微妙な感じで。だから結局、未来っていうことなのかな。未来だと“MUGEN”は普通のことかもしれないですからね。わからないけど」「漠然としていて強いイメージがあるというか」とし、サウンド的にも昔でも今でもないような音にしたいということで「スライ&ザ・ファミリー・ストーンとか、ああいうボコボコした音質にしたかった」と答えている。
アルバムのレコーディングは当時彼らがメインで使用していた世田谷区深沢のスタジオ“サウンド・アライブ”で行われたが、「空飛ぶサーカス」と「スロウライダー」、「江ノ島」の3曲は違うスタジオでレコーディングされたため、そこの機材でやると音がかなり変わってしまうような気がして、他の曲の感じがわかっている自分でやったほうがいいだろうということで曽我部自身がミックスを手がけている。
「夢見るようなくちびるに」の後に収録されたオルゴールは彼らの曲「東京」で、ファンの女性が自分で作ったオルゴールを録音したテープの音。また、「恋はいつも」と「スロウライダー」は後にベスト・アルバム『Best Sky』と2013年リリースの2枚組ベスト・アルバム『サニーデイ・サービス BEST 1995-2000』に、それぞれ収録された。

## パッケージ、アートワーク
初回盤は三方背ボックス入りのデジパック仕様。見開きに描かれたハートの絵は最初、デザイナーが描いたがそれを見た曽我部が「愛が伝わってない!」と言って、自身で描いたものが使われた。

## 収録曲
1. 太陽と雨のメロディ  –  (3:31)
ベーシック・トラックは一発録りで、後から周りの音が差し替えられている。
2. 恋はいつも  –  (4:32)
この曲も一発録りのベーシックからドラムだけ差し替えられている。
3. 空飛ぶサーカス  –  (4:12)
基本的にはギターが入っておらず、中間部に逆回転のギター・ソロが入っている。また、この曲と「スロウライダー」「時計をとめて夜待てば」の3曲ではベースが2本入っている。
4. スロウライダー  –  (4:48)
ギターのトラックはデモ・テープのものがそのまま使われている。先行でリリースされたシングルとテイク自体は同じだがエンディングが長い[注釈 5]。
5. 八月の息子  –  (4:31)
一発録りでのレコーディング曲。曽我部はエレクトリック・シタールを使用している。ドラムは丸山がマラカスを持って、振りながら叩いているが、それだけではちょっと違うという曽我部の意向で、三原重夫によって後から被せられている。
6. サイン・オン  –  (4:20)
7. 江ノ島  –  (4:11)
この曲ではドラム・マシーンが使われている。
8. 時計をとめて夜待てば  –  (4:00)
曽我部のギターによる弾き語りに周りの音が重ねられた。ファンタスティックな感じにしたいということで、バンジョーがダビングされている。
9. 真夜中のころ・ふたりの恋  –  (6:15)
ポリリズムをリズム・ボックスで出し、ドラムの8ビート、タンバリンの16分のシャッフルが刻んでいる。
10. 夢見るようなくちびるに  –  (4:53)
この曲にはクラヴィネット、ピアノ、アコーディオン、トイ・ピアノ、ピアニカ、マンドリン、12弦ギターが入っているほか、ドラムはバス・ドラムが入っておらず、フロア・タムとスネアのみとなっている。シングルではフェードアウトで終わるが[注釈 6]、アルバムでは再度フェード・インし、エンディングまで収録されている。

## クレジット
| 曽我部恵一 エレクトリック・ギター、アコースティック・ギター、ボーカル       |
| 田中貴 ベース、コーラス、メロトロン                                         |
| 丸山晴茂 ドラムス、パーカッション、コーラス                                 |
|                                                                             |
| 高野勲 エレクトリック・ピアノ、オルガン、シンセサイザー、アコーディオン     |
|                                                                             |
| マック清水 ボンゴ（「八月の息子」）、コンガ（「真夜中のころ・ふたりの恋」） |
| 松田幸一 ハーモニカ（「真夜中のころ・ふたりの恋」）                         |
| 三原重夫 + 丸山晴茂 ツイン・ドラム（「八月の息子」）                        |
|                                                                             |
| 吉満宏之、沖山俊 レコーディング・エンジニア                                 |
| 伊藤優子、和田尚 アシスタント・エンジニア                                   |
| 録音…アライブ・レコーディングスタジオ、BS&Tスタジオ Jan.–Aug.'99            |
|                                                                             |
| 北村秀治 マスタリング・エンジニア                                           |
| マスタリング…オーディオシティー                                             |
|                                                                             |
| 小田島等 アート・ディレクション                                             |
| 松下佐紀子 デザイン                                                         |
| 岡村マキ フォト                                                             |
| ジャケット・デザイン…FDデザイン                                             |
|                                                                             |
| 折茂治彦 A&R                                                                |
| 仲田裕美 レコーディング・コーディネーター                                   |
| 高崎里美子 ジャケット進行                                                   |
| 渡邊文武 アドバイス                                                         |
|                                                                             |
| 大蔵博 エクゼクティブ・プロデューサー                                       |
|                                                                             |
| WRITTEN & PRODUCED by KEIICHI SOKABE                                        |

## リリース日一覧
| 地域 | リリース日     | レーベル | 規格 | カタログ番号 | 備考                                     |
| ---- | -------------- | -------- | ---- | ------------ | ---------------------------------------- |
| 日本 | 1999年10月20日 | MIDI     | CD   | MDCL-1356    | 初回盤は三方背ボックス入りデジパック仕様 |
| 日本 | 1999年12月25日 | MIDI     | LP   | CXLP-1024    | 完全生産限定盤                           |